# Red screen of death
Red screen of death (RSoD) är en heltäckande felmeddelandeskärm som visades i en av de tidiga betaversioner av Windows Vista, som då gick under kodnamnet Longhorn.
Denna felmeddelandeskärm, visas dock till skillnad från blue screen of death endast vid boot-relaterade fel. "Red screen of death" kan även syfta på ett felmeddelande i nyare versioner av Lotus Notes. Dessa fel täcker dock inte hela skärmen som Red screen of death gör, utan består av röda rutor med svarta ramar.
I aktuella versioner av Windows Vista finns inte red screen of death kvar; red screen of death slopades i och med Build 5112.